# Stonepine Estate
Le Stonepine Estate est un hôtel américain situé à Carmel-by-the-Sea, en Californie. Ouvert en 1920, cet établissement est membre des Historic Hotels of America depuis 2019.